# ComON
IT-avisen ComON var et it-medie, der bragte daglige nyheder på nettet på comon.dk. ComON blev stiftet som netmedie i 1997. Fra august 2001 frem til sommeren 2007 udsendte ComON en papiravis men har siden koncentreret sine kræfter på nettet – blandt andet med fokus på web-tv.
ComON.dk var frem til 2011 ejet af mediekoncernen Mediaprovider, der blandt andet også udgav gadget-bladet GEAR og driver Mac-nyhedssitet Mediamac.dk. Sammen med it-branchebladet CRN blev ComON.dk i juni 2011 opkøbt af IDG, der også udgiver Computerworld og PC World. I maj 2013 blev IDG, og dermed også ComON, købt af Jobindex. I samme manøvre foretog man en konsolidering af husets medier, så CRN og ComON fra det tidspunkt ikke længere var selvstændige medier men undersider/faneblade på Computerworld.dk.
ComON blev startet af teknologiredaktør Karim Pedersen i sin kælder i 1997, og han var med på holdet fra 1997 til 2013, hvor han havde ry for at være mediets mest flittige skribent.
ComON satte i perioden 2004-2006 kritisk lys på elselskabernes milliardinvesteringer i fibernet, og var det første medie til at tage dette emne op. ComON har desuden beskæftiget sig kritisk med daværende videnskabsminister Helge Sander og Statens Lønsystem.

## Chefredaktører gennem tiden
1997 - 2001: Karim Pedersen
2001 – 2003: Peter Engels Ryming (nu chefred. på GEAR)
2003 – 2006: Andreas Krog
2006 – 2006: Hans Steen Andersen
2006 – 2007: Helle Sydendal Flodgaard
2007 – 2012: Jens Nielsen
2012 - : Line Ørskov